# Chrysocraspeda eutmeta
Chrysocraspeda eutmeta là một loài bướm đêm trong họ Geometridae.